# Podargus ocellatus
El podargo ocelado (Podargus ocellatus) es una especie de ave caprimulgiforme de la familia de los podargos (Podargidae).
Se distribuye por Australia, Indonesia, Papúa Nueva Guinea y las Islas Salomón.
Tiene descritas cinco subespecies:
- P. o. ocellatus - Nueva Guinea, islas Aru e islas de la bahía Cenderawasih.
- P. o. intermedius - Islas Trobriand e islas d’Entrecasteaux.
- P. o. meeki - Isla Tagula.
- P. o. marmoratus - Noreste de Australia.
- P. o. plumiferus - Costa del este de Australia.